# Сборная Литвы по хоккею с шайбой
Сборная Литвы по хоккею с шайбой — национальная хоккейная команда, представляющая Литву на международных соревнованиях по хоккею. Является членом Международной хоккейной федерации. Команда собирается под руководством Федерации хоккея Литвы (лит. Lietuvos ledo ritulio federacija).

## История
Хоккей в Литве начал развиваться в короткий этап её предвоенной независимости. В середине 1930-х была создана Федерация хоккея Литвы, которая вошла в ЛИХГ 19 февраля 1938 года. Сборная участвовала в предвоенном чемпионате мира 1938 года, заняв там 11-е место из 14 команд.
В 1946 году её членство было приостановлено, поскольку Литва вошла в состав СССР. На долгое время в Советской Литве развитие хоккея было заторможено, поскольку руководители Литовской ССР предпочитали развитие баскетбола и футбола. Однако в начале 1970-х годов военные и партийные чиновники начали продвигать идеи по созданию хоккейной команды в Литовской ССР. В 1972 году на средства Электренайской ТЭС была построена первая ледовая арена, строительством которой руководил директор электростанции. Благодаря этому Электренай стал «хоккейной столицей» Литвы.
В 1991 году Литва восстановила свою независимость, а через три года её членство в ИИХФ было восстановлено, и продолжила выступления на чемпионатах мира. Выше первого дивизиона литовцы никогда не поднимались: в 2006 году литовцы, тренером которых был Дмитрий Медведев, были очень близки к выходу на чемпионат мира 2007 года в Москве, однако в решающем матче проиграли путёвку своим конкурентам из Австрии. Поражение в принципиальнейшем матче надолго выбило команду из колеи, и сейчас сборная Литвы расценивается в качестве аутсайдера, хотя держится в первом дивизионе ИИХФ.
В настоящий момент хоккеем профессионально занимаются 484 мужчины, 883 юноши и 36 женщин, девушек-профессиональных хоккеисток пока нет. В рейтинге IIHF сборная Литвы занимает 25-е место.

## Арены
Команда Литвы проводит часто свои поединки на ледовой арене в Электренай. Однако иногда она проводит матчи в Вильнюсе, Каунасе, Клайпеде, Паневежисе и Мажейкяй. В Вильнюсе ранее существовала ледовая площадка канадского варианта, однако вскоре её переоборудовали для проведения баскетбольных встреч, а вместо нее был построен новый ледовый дворец.

## Результаты выступлений на чемпионатах мира
- 1938 — 11 место (ЧМ), 9 место (ЧЕ) 1-0-3 3:33
- 1993 — классификация дивизиона С, группа А: 3 (последнее) место, 0-0-2, 3:19
- 1994 — классификация дивизиона С2 (стыковые матчи): 0-0-2, 4:16
- 1995 — Дивизион С2: 2 место, 5-1-0, 48:13
- 1996 — Дивизион D: 1 место (выход в Дивизион C), 5-0-0, 33:4
- 1997 — Дивизион C: 8 (последнее) место, 0-0-5, 11:32
- 1998 — Дивизион C: 3 место, 3-0-2, 13:25
- 1999 — Дивизион C: 8 место, 0-2-2, 11:19
- 2000 — Дивизион С: 4 место, 2-1-1, 23:16
- 2001 — Дивизион I, группа А: 6 место (вылет в дивизион II), 0-0-5 10:36
- 2002 — Дивизион II, группа В: 1 место (выход в дивизион I), 5-0-0 71:6
- 2003 — Дивизион I, группа А: 6 место (вылет в дивизион II), 0-1-4 7:30
- 2004 — Дивизион II, группа В: 1 место (выход в дивизион I), 5-0-0 70:7
- 2005 — Дивизион I, группа В: 5 место, 1-2-2, 16:17
- 2006 — Дивизион I, группа В: 2 место, 3-1-1, 24:14
- 2007 — Дивизион I, группа В: 5 место, 2-0-0-3, 13:20
- 2008 — Дивизион I, группа В: 4 место, 2-0-0-3, 9:21
- 2009 — Дивизион I, группа A: 4 место, 2-0-0-3, 20:23
- 2010 — Дивизион I, группа A: 5 место, 1-0-0-4, 19:33
- 2011 — Дивизион I, группа B: 5 место, 1-0-0-4, 9:24
- 2012 — Дивизион I, группа B: 5 место, 1-0-0-4, 9:27
- 2013 — Дивизион I, группа B: 5 место, 1-0-0-4, 16:22
- 2014 — Дивизион I, группа B: 3 место, 3-0-0-2, 15:9
- 2015 — Дивизион I, группа B: 3 место, 3-0-0-2, 11:12
- 2016 — Дивизион I, группа B: 3 место, 3-0-1-1, 15:14
- 2017 — Дивизион I, группа B: 3 место, 3-0-0-2, 18:12
- 2018 — Дивизион I, группа B: 1 место (выход в А группу I дивизиона), 4-1-0-0, 24:9
- 2019 — Дивизион I, группа А: 6 место (вылет в B группу I дивизиона), 1-0-0-4, 7:21
- 2022 — Дивизион I, группа А: 3 место, 2-0-0-2, 13:13
- 2023 — Дивизион I, группа А: 6 место (вылет в B группу I дивизиона), 0-0-0-5, 7:21
- 2024 — Дивизион I, группа B:

## Знаменитые игроки
- Нериюс Алишаускас
- Мантас Армалис
- Дайнюс Зубрус
- Дарюс Каспарайтис